# 8현 기타

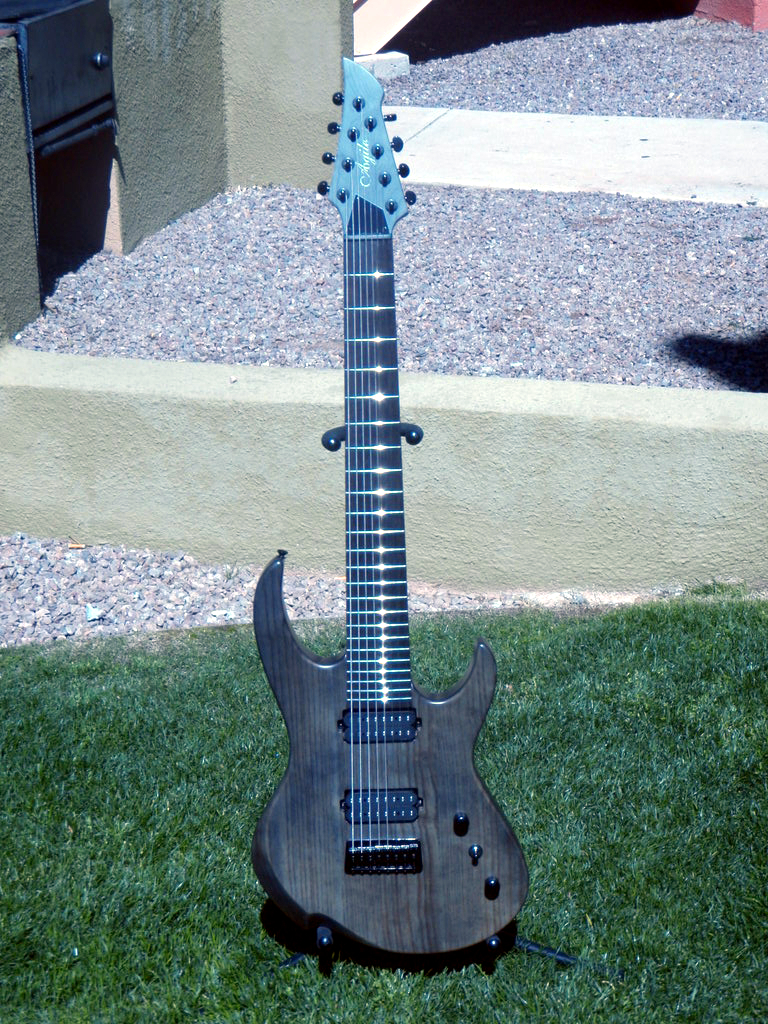
전기 8현 기타

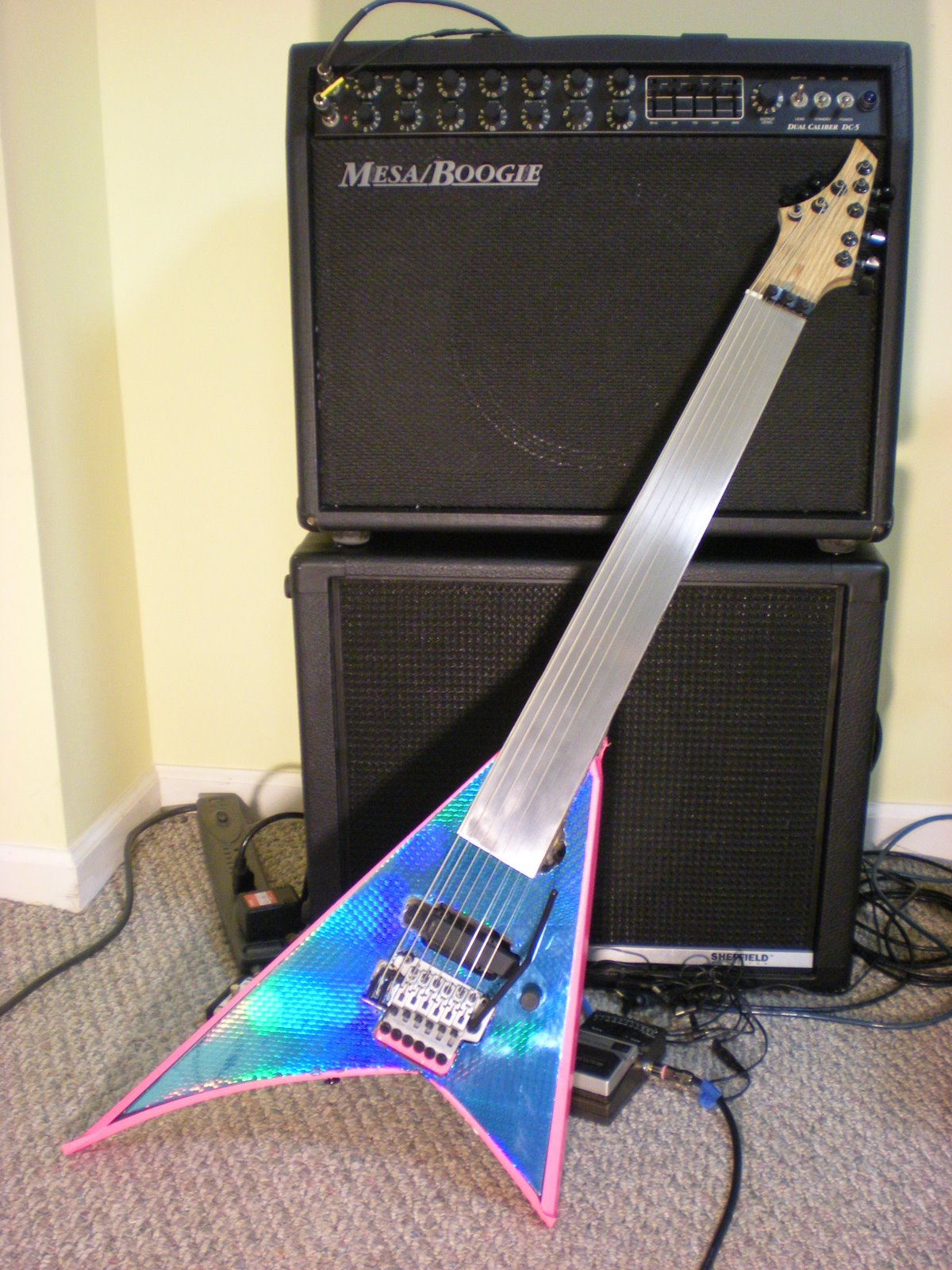
잭슨 로우즈를 기초로 한 홈 메이드 프레트스 기타

8현 기타는 일반적인 6개의 줄보다 2개 더 많은 줄을 가지고 있는 러시안 기타의 7개보다 하나 더 많다. 8현 기타는 6-7현 기타보다 덜 일반적이지만, 몇몇 클래식, 재즈, 메탈 기타 연주자들에 의해 사용된다.